# Nicolau IV de Constantinoble
Nicolau IV, anomenat Muzalon, el nom de la seva família, (en grec medieval Νικόλαος Μουζάλων) va ser patriarca de Constantinoble de l'any 1147 al 1151. Va succeir al patriarca Cosme II de Constantinoble.
L'emperador Aleix I Comnè el va nomenar bisbe de Xipre, però l'any 1110 va renunciar al càrrec i es va traslladar a un monestir a Constantinoble. L'any 1147 va ser elegit patriarca, i això va portar discussions, ja que havia dimitit de patriarca de la seva antiga seu. Finalment Nicolau va dimitir del càrrec l'any 1151 i va morir el 1152.
Va escriure diverses obres teològiques, entre elles un tractat que refuta el Filioque dirigit a Aleix I i una defensa de la seva primera abdicació.